# Campionati Internazionali di Sicilia 1989
I Campionati Internazionali di Sicilia 1989 sono stati un torneo di tennis giocato sulla terra rossa. È stata la 10ª edizione dei Campionati Internazionali di Sicilia, che fanno parte del Nabisco Grand Prix 1989. Si sono giocati a Palermo in Italia, dal 25 settembre al 1º ottobre 1989.

## Campioni

### Singolare
Guillermo Pérez ha battuto in finale  Paolo Canè con il punteggio di 6–1, 6–4

### Doppio
Peter Ballauff /  Rudiger Haas hanno battuto in finale  Goran Ivanišević /  Diego Nargiso con il punteggio di 6–2, 6–7, 6–4